# تفجيرات كركوك 2019
تفجيرات كركوك في يوم 30 مايو/أيار 2019 هي سلسلة من التفجيرات (حوالي 7) ضربت المحافظة العراقية كركوك شمالي العراق، أدت إلى مقتل أربعة عراقيين، وأفادت وكالة رويترز نقلاً عن مصادر في مستشفى كركوك العام بأن عدد القتلى وصل إلى خمسة أشخاص وجرح 18 آخرون، وشملت التفجيرات عدة مواقع في المدينة منها مركزين للتسوق وثلاثة متاجر. ولم تعلن أي جهة مسؤوليتها عن الحادث.
ولقد أعلنت وزارة الصحة العراقية، يوم الجمعة، أن الحصيلة النهائية لضحايا التفجيرات التي شهدتها محافظة كركوك شمالي العراق، بلغت حوالي 40 قتيلاً وجريحاً.
وتمكنت القوات الأمنية من إبطال عبوتين ناسفتين، في شارع القدس والمحافظة وطريق بغداد.

## ردود أفعال
قدمت تركيا، تعازيها للشعب العراقي في ضحايا مدينة كركوك، وأعربت الخارجية التركية، في بيان لها، عن أسفها إزاء وقوع قتلى وجرحى في التفجيرات التي وقعت بمدينة كركوك، مضيفة: «ندين بشدة هذه الهجمات الإرهابية البشعة، التي استهدفت ثقافة التعايش السلمي بين الجماعات العرقية والدينية المختلفة ونقدم تعازينا للشعب العراقي الصديق والشقيق».

## وصلات خارجية
- فيديو عند لحظة وقوع احدى التفجيرات على اليوتيوب